# Jewgenija Fjodorowna Losa
Jewgenija Fjodorowna Losa (russisch Евгения Фёдоровна Лоза, wiss. Transliteration Evgenija Fëdorovna Loza; * 6. Juli 1984 in Antrazyt, Oblast Luhansk, Ukrainische SSR, Sowjetunion) ist eine russische Schauspielerin.

## Leben
Losa wurde am 6. Juli 1984 in Antrazyt in der heutigen Ukraine als Tochter von Fjodor Nikolajewitsch und Ljudmila Konstantinowna geboren. Sie hat eine ältere Schwester. Bereits im Kindesalter las sie viel und zeigte großes Interesse für Gedichte. Im Alter von zehn Jahren begann sie in einem Kindertheaterstudio mit dem Schauspiel. Sie war an Studio-Märchenproduktionen beteiligt, wofür sie kleine Gagen erhielt. Als sie 15 Jahre alt war, zog die Familie nach Moskau um. Dort trat sie 2001 einem Schauspielkurs der Moskauer Kunsttheaterschule unter Führung von Konstantin Arkadjewitsch Raikin bei unter der Bedingung, dass sie sich ihren Surschyk-Dialekt abgewöhne. Aufgrund von ersten Filmbesetzungen schloss sie ihr Schauspielstudium nie ab. Neben dem Filmschauspiel arbeitete am State Musical Theatre of National Art unter Wladimir Wassiljewitsch Nasarow. Sie ist Mutter eines Kindes.
Seit Beginn des 21. Jahrhunderts konnte Losa sich als Fernseh- und Filmschauspielerin in russischen und ukrainischen Produktionen etablieren. 2015 übernahm sie die Rolle der Marina in dem russischen Horrorfilm Der Fluch der Hexe – Queen of Spades. Dort spielt sie die Mutter von der Hauptrolle Anna, gespielt von Alina Alexejewna Babak.

## Filmografie (Auswahl)
- 2003: Kamenskaya – 3 (Каменская – 3/Kamenskaya: Illyuziya grekha, Fernsehserie, 4 Episoden)
- 2004: An angel came to you (Пиковая дама: Чёрный обряд/K vam prishyol angel...)
- 2005: Prodayotsya detektor lzhi (Продается детектор лжи)
- 2006: Moy laskoviy i nezhniy ment (Mini-Serie)
- 2006: Geroy nashego vremeni (Герой нашего времени, Fernsehserie)
- 2007: Ryzhaya i sneg
- 2007: I padayet sneg (Fernsehserie, 7 Episoden)
- 2008: Nikogda ne zabudu tebya (Никогда не забуду тебя, Fernsehfilm)
- 2008: Mechtat ne vredno
- 2008: The Scouts: A War After the War (Разведчики: Война после войны/Razvedchiki: Voina posle voiny, Mini-Serie)
- 2008: Cinderella.ru (Золушка.ru/Zolushka, Fernsehfilm)
- 2008: Polyot fantazii (Полет фантазии)
- 2008: Pari (Пари)
- 2009: Dve storony odnoy Anny (Две стороны одной Анны, Fernsehserie)
- 2009: Salamander's Trace (След саламандры/Sled salamandry, Fernsehserie, Episode 1x02)
- 2010: Sudby zagadochnoe zavtra (Судьбы загадочное завтра, Fernsehserie)
- 2011: My Dear Daughter (Дорогая моя доченька/Dorogaya moya dochenka, Fernsehfilm)
- 2011: Varene iz sakury (Варенье из сакуры)
- 2011: False witness (Лжесвидетельница/Lzhesvidetelnitsa, Mini-Serie, Episode 1x01)
- 2012: Seven Days in May (Семь майских дней/Sem mayskikh dney)
- 2012: The Private School (Закрытая школа/Zakrytaya shkola, Fernsehserie, Episode 4x04)
- 2012: Ya pridu sama (Fernsehserie)
- 2013: Inseparable (Мотыльки/Motylki, Mini-Serie, Episode 1x01)
- 2014: Moths (Мотыльки/Motylki, Fernsehfilm)
- 2014: Domik u reki (Домик у реки/Domik u reki, Mini-Serie, 4 Episoden)
- 2014: Recognize Me If You Can (К вам пришел ангел/Uznay menya, esli smozhesh, Fernsehserie)
- 2014: Tam gde ty (Там, где ты, Fernsehserie)
- 2015: Der Fluch der Hexe – Queen of Spades (К вам пришел ангел/Pikovaya dama. Chyornyy obryad)
- 2016: Oriental Sweets (Восток-Запад/Vostok-Zapad, Fernsehserie)
- 2016: Vchera. Segodnya. Navsegda (Вчера... Сегодня... Навсегда..., Mini-Serie, 4 Episoden)
- 2016: Cuatro ruedas y un corazón (Fernsehfilm)
- 2016: Vedma (Ведьма, Fernsehserie)
- 2016: Zabud menya, mama! (Забудь меня, мама!, Mini-Serie, 2 Episoden)
- 2017: Koroleva 'Margo' (Королева 'Марго', Mini-Serie)
- 2017: The Secret of Unapproachable Beauty (Sekret nepristupnoy krasavitsy, Fernsehserie)
- 2018: Na kachelyakh sudby (Mini-Serie)
- 2018: Ty moya lyubimaya (Mini-Serie)
- 2019: The Assignment (Артист/Artist, Fernsehserie, 8 Episoden)